# Sylvain André
Sylvain André (n. 14 octombrie 1992, Cavaillon, Provence-Alpes-Côte d'Azur, Franța) este un ciclist francez, medaliat olimpic. A participat la două ediții ale Jocurilor Olimpice (2020, 2024) în care a câștigat o medalie de argint.